# 요코하마 고무
요코하마 고무(일본어: 横浜ゴム株式会社, 영어: The Yokohama Rubber Company, Limited)는 일본의 타이어 제조회사이다. 1917년에 설립된 요코하마 타이어는 다양한 차량에 적합하다. 1969년에는 미국의 BF굿리치를 인수하여 북아메리카에 진출하기도 하였다. 현재 잉글랜드 프로 축구 프리미어리그 소속 클럽 중 하나인 첼시 FC 스폰서십이다.
모터스포츠 분야에서 가장 일반적으로 사용되는 반면 요코하마는 모든 모델에서 가장 최첨단 타이어 기술을 사용한다. 혁신을 선도하는 최고의 타이어 브랜드 중 하나인 이 회사는 구름 저항을 줄이고 더 나은 연비를 제공하며 트레드 수명을 연장하기 위해 오래 지속되는 트레드 프로파일을 만드는 것을 전문으로 한다. 또한 각 모델에는 피치 트레드 패턴 기술이 적용되어 운전자가 부드럽고 조용한 주행을 경험할 수 있다.

## 참고 문헌
1. 1 2  “TOP 10 TIRE BRANDS”. 《ClearVin》. 2020년 11월 11일에 확인함.